# Игнатьев, Сергей Парфёнович
Сергей Парфёнович Игнатьев (25 сентября [8 октября] 1902 — 19 мая 1984) — заместитель народного комиссара водного транспорта СССР (1938), заместитель народного комиссара Военно-морского флота СССР (1938—1942), член Военного совета Каспийской военной флотилии (1942—1947), контр-адмирал (1942).

## Биография
Родился в семье крестьянина из деревни Струйско.
С августа 1917 по апрель 1918 г. рассыльный Первого российского страхового общества в Петрограде. В апреле 1918 г. в связи с тяжелой продовольственной ситуацией в городе вернулся в деревню. В июне-сентябре 1918 снова работал рассыльным частной конторы в Петрограде, а с сентября 1918 по август 1920 – ремонтным рабочим Николаевской железной дороги. В 1920 г. вступил в РКСМ. С августа 1920 по ноябрь 1921 г. – инструктор допризывной подготовки 4-го военно-дорожного отдела в г. Весьегонск Тверской губернии, затем вернулся в Петроград и стал курсантом школы физподготовки Северо-Западных железных дорог. В июне–сентябре 1922 г., в период голода в РСФСР, снова не работал и жил в Струйско.
С сентября 1922 г. в РККФ, краснофлотец, до января 1925 г. – ученик-электрик в электроминной школе Балтийского флота. В 1924 г. вступил в РКП(б) в рамках «ленинского призыва». В январе-марте 1926 г. – старший электрик, старшина, а с марта по октябрь – политрук канонерской лодки «Красное знамя». С октября 1926 по октябрь 1928 г. – политрук крейсера «Аврора», затем до октября 1930 г. был ответственным секретарём бюро ВКП(б) школы подводного плавания. В 1930–1932 гг. – старший инструктор бригады подводных лодок Балтфлота. В 1932–1936 гг. – слушатель морского факультета Военно-политической академии имени Н. Г. Толмачёва, по окончании академии остался в ней как начальник курса морского факультета, с сентября 1937 г. — исполняющий должность начальника морского факультета этой академии.
С июля по август 1938 г. — заместитель заведующего Военным сектором Отдела руководящих партийных органов ЦК ВКП(б) в Москве. С 25 августа по 25 октября 1938 г. — начальник политического управления и заместитель народного комиссара водного транспорта СССР, которым в то время был Н. И. Ежов. С 25 октября 1938 г. заместитель наркома Военно-морского флота СССР по кадрам (сначала – М. П. Фриновского, затем – Н. Г. Кузнецова). С этого времени и до 1942 г. проживал в Доме на набережной в Москве. В 1939 г. – делегат XVIII съезда ВКП(б) от московской партийной организации, избран кандидатом в члены ЦК ВКП(б).
С 20 января 1942 г. – военком Военно-морской академии имени К. Е. Ворошилова, находившейся в эвакуации в Астрахани. С июня 1942 по январь 1947 г. – член Военного совета Каспийской военной флотилии. Участвовал в организации обороны Астрахани и Сталинграда, в Битве за Кавказ. Также занимался вопросами, связанными с советской оккупацией северного Ирана в 1941–1946 гг. Жил в Баку.
После завершения Иранского кризиса 1946 г. переведен в Москву, в 1947–1951 гг. жил в «Маршальском доме» (Садово-Кудринская ул. 28–30). С июля 1947 по декабрь 1948 года, в период «Дела адмиралов», – старший инспектор по политическим органам ВМС Управления по проверке политических органов Главного политического управления (ГлавПУР) Вооружённых сил СССР. В 1948–1950 гг. учился на военно-морском факультете Высшей военной академии имени К. Е. Ворошилова. В декабре 1950 года назначен начальником политического отдела военно-морских учебных заведений ВМФ СССР. С 1951 г. жил в Ленинграде, в доме № 2 по проспекту Кирова. В 1952 г. – делегат XIX съезда КПСС, не был переизбран кандидатом в члены ЦК.
Вскоре после смерти Сталина, в январе 1954 года, переведён в распоряжение ГлавПУРа, а в апреле 1954 года уволен в отставку. Находясь на пенсии, участвовал в работе ленинградского ДОСААФ, ленинградской партийной организации.
Похоронен в Ленинграде на Ново-Волковском кладбище.

### Звания
- корпусной комиссар (19 ноября 1938 г.)
- контр-адмирал (13 декабря 1942 г.)

### Награды
- 1943 — орден Красного Знамени;
- 1944 — орден Красного Знамени;
- 1947 — орден Ленина;
- 1952 — орден Красного Знамени;
- наградные и юбилейные медали СССР;
- личное наградное оружие хранится в Центральном военно-морском музее в Санкт-Петербурге;

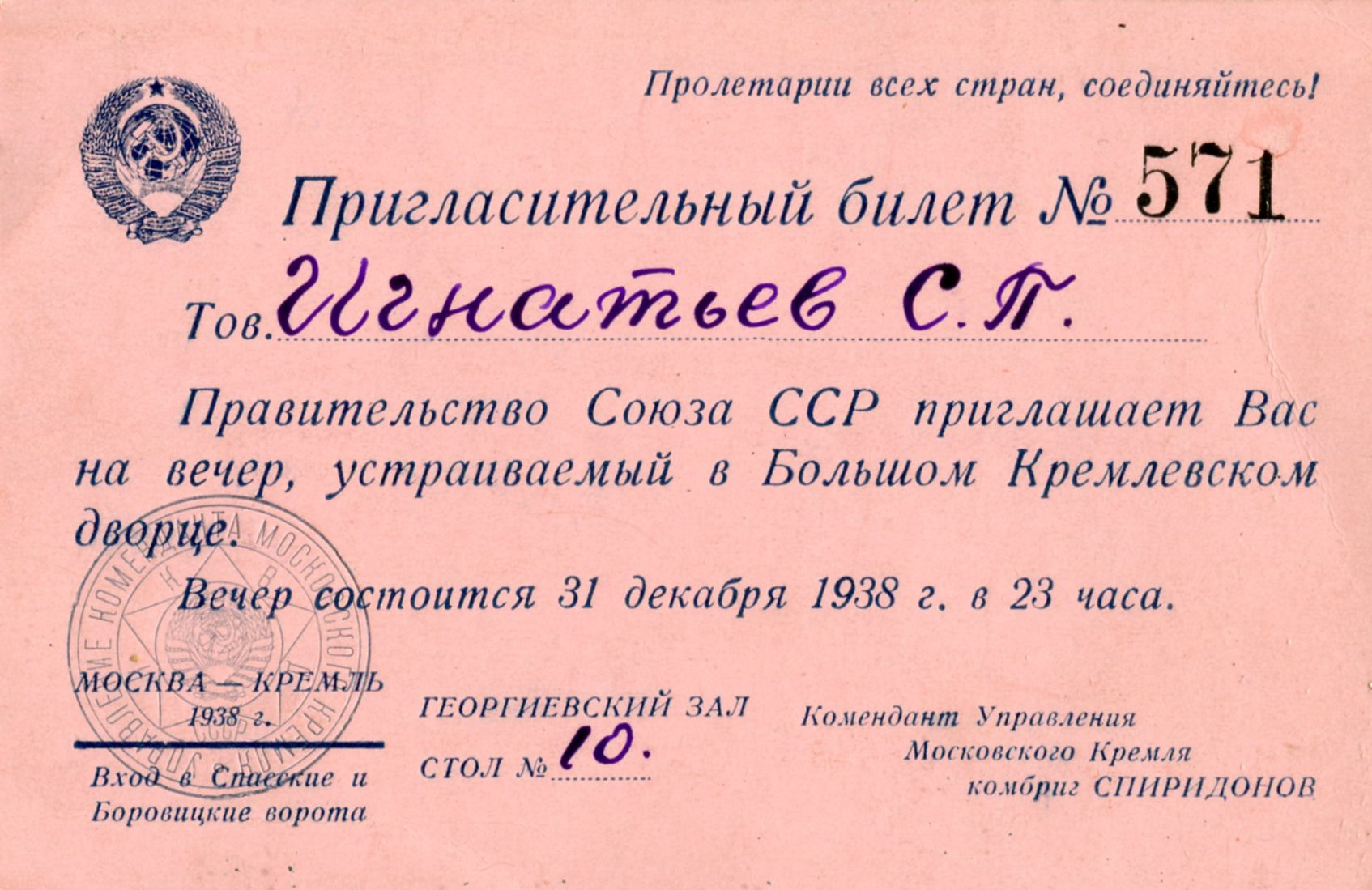
Приглашение С.П.Игнатьева в Кремль на празднование Нового года, 1938 г.

- знак «50 лет пребывания в КПСС».